# Tito Narosky
Tito (Samuel) Narosky (Bahía Blanca, Provincia de Buenos Aires, 2 de junio de 1932) es uno de los más destacados escritores y ornitólogos argentinos. Es autor o coautor de más de 40 libros (ver abajo). Aves de Argentina y Uruguay, Guía de Identificación, es su obra más conocida y difundida, de la que se han vendido más de 100 000 copias, generando un enorme impacto y difusión de la observación de aves en ambos países.

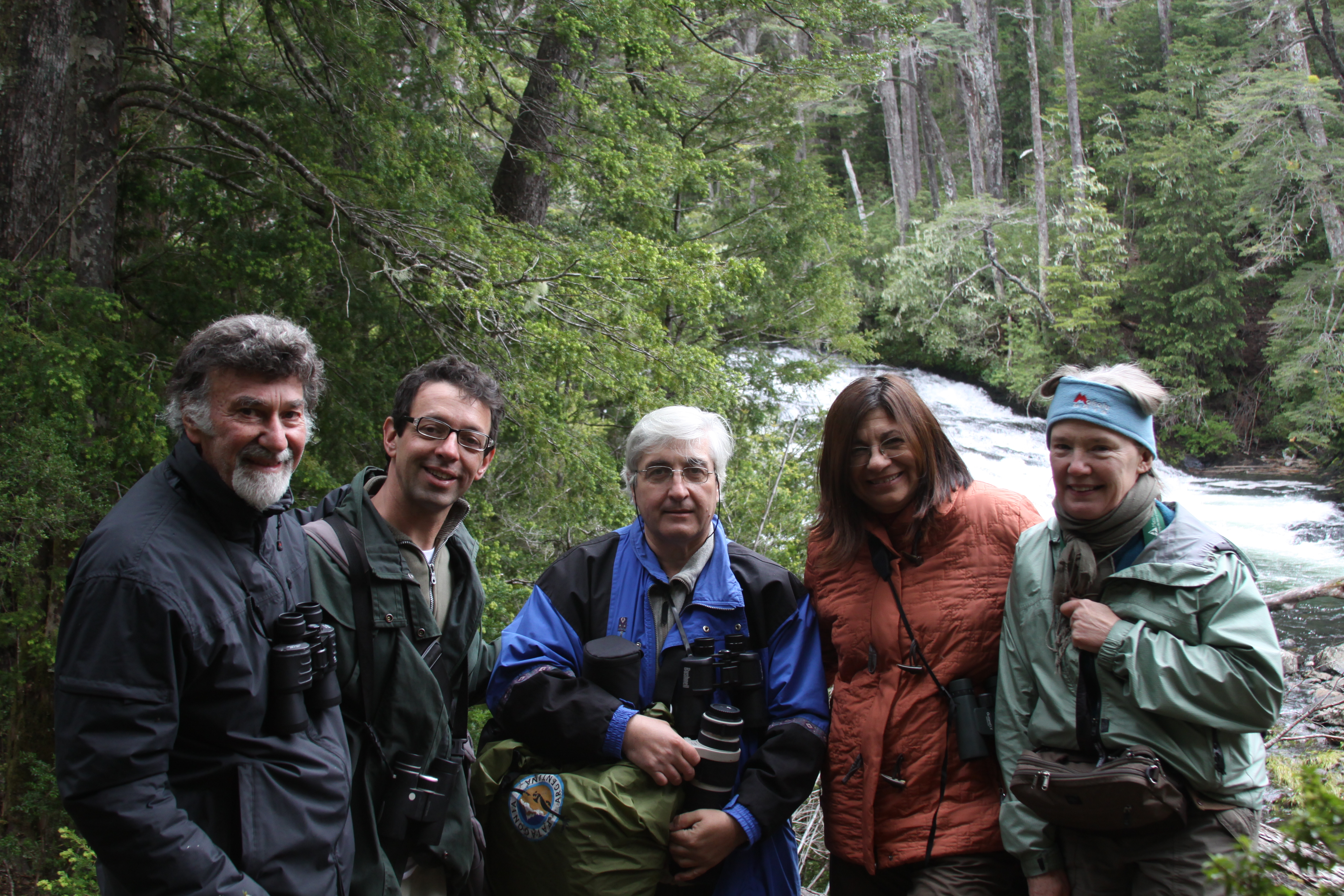
Pajareando en Patagonia. Junto a Horacio Matarasso y grupo.

Tito Narosky ha estudiado y observado aves silvestres durante más de 50 años, ha realizado más de 200 viajes de estudio, recorriendo todas las provincias argentinas y países de Sudamérica y Centroamérica. Ha sido mentor y director de varias generaciones de ornitólogos y observadores de aves. Y ha realizado trabajos y publicaciones con un sinnúmero de ellos, incluidos Juan Carlos Chébez, Jorge Navas, Raúl Carman, Andrés Bosso, Claudio Bertonatti, Pablo Canevari y Horacio Matarasso

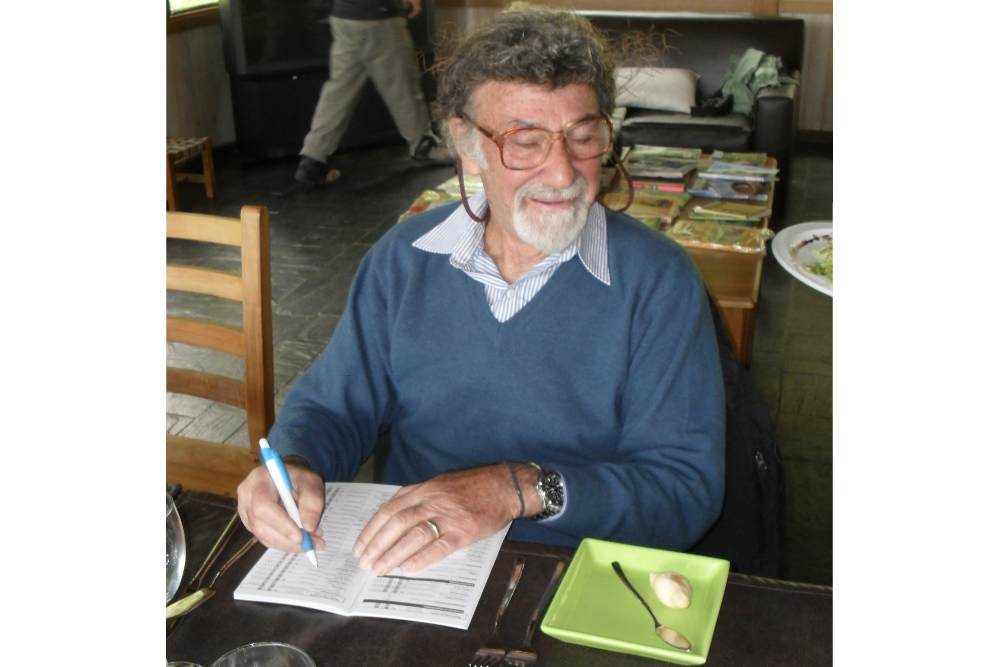
Tito completando el Checklist de las Aves de Argentina, de su autoría, 2010

Ha publicado cientos de artículos y trabajos científicos. Ha realizado una importante tarea en la Asociación Aves Argentinas / Birdlife International, en la que es Presidente Honorario. En ella ha participado en los primeros Cursos de Observación de Aves, dirigido la revista científica El Hornero y participado en la creación de la Escuela Argentina de Naturalistas.
Ha recibido múltiples premios y reconocimientos de instituciones relacionadas con la naturaleza.
Entre sus aportes a la ciencia, ha incorporado 5 nuevas especies a la lista de las especies argentinas, y una nueva a la ciencia: El capuchino de collar (Sporophila zelichi). También ha descripto por primera vez numerosos nidos. En 2011 presentó la 16° versión de su Guía, totalmente renovada, y el Checklist de las Aves de Argentina, junto a Horacio Matarasso.
Desde 2010 participa en la Feria de Aves de Sudamérica.

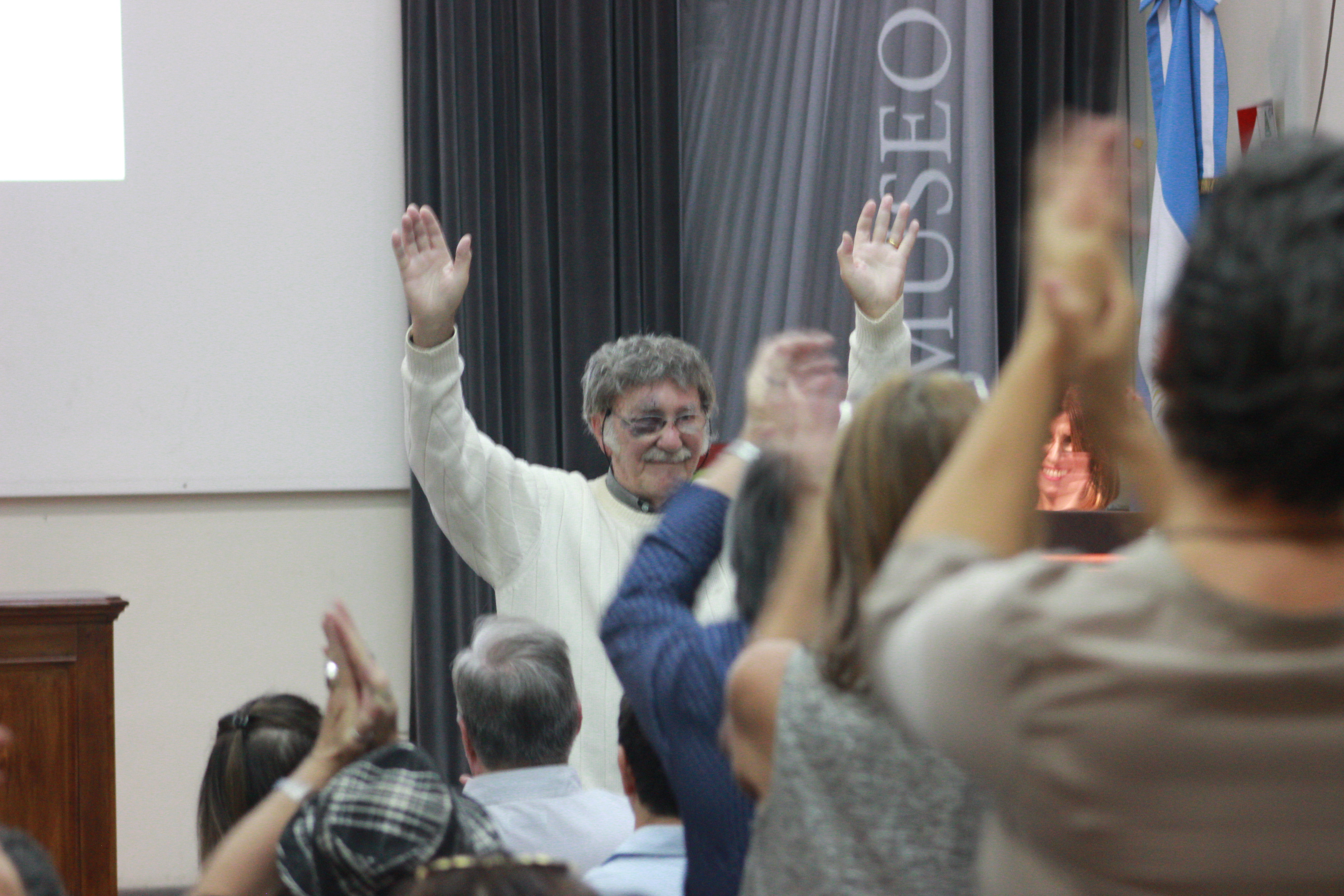
Tito Narosky ovacionado por el público cuando recibe el premio Fernando Lahille en el Museo de La Plata.

## Homenajes
En 2024 la Fundación Museo de La Plata le entregó el Premio “Fernando Lahille” dedicado a destacadas personalidades en el campo de las Ciencias Naturales.

## Algunos de sus libros
- Entre Hombres y Pájaros. 2000 (1.ª edición 1976). Tito Narosky.
- Guía para la Identificación de las AVES de Argentina & Uruguay 2011 (1.ª 1987). Tito Narosky & Dario Yzurieta. Vazquez Mazini Editores. ISBN 978-987-9132-27-2
- Checklist de Argentina, 2011. Tito Narosky & Horacio Matarasso. Vazquez Mazini Editores
- Cien Aves Argentinas, 2002. Tito Narosky & Pablo Canevari. Ed. Albatros. ISBN 978-950-24-1014-2
- Aves de Iguazú. 2002. Tito Narosky & Juan Carlos Chebez. Vazquez mazini Editores. ISBN 987-9132-04-1
- El Hornero, Ave Nacional. Tito Narosky & Raul Carman. Editorial Albatros. ISBN 978-950-24-1245-0
- Tordo Músico y Otros Cuentos Para Volar. 2006. Tito Narosky & Mirta Narosky. Ed. Albatros. ISBN 978-950-24-1142-2
- El Jilguero Dorado y Otros Cuentos Para Volar. 2006. Tito Narosky & Mirta Narosky. Ed. Albatros. ISBN 978-950-24-1140-8
- EL Loro Hablador y Otros Cuentos Para Volar. 2006. Tito Narosky & Mirta Narosky. Ed. Albatros. ISBN 978-950-24-1141-5Tito Narosky en el «Simposio de Nombres Vulgares», en la «Feria de Aves de Sudamérica 2010».

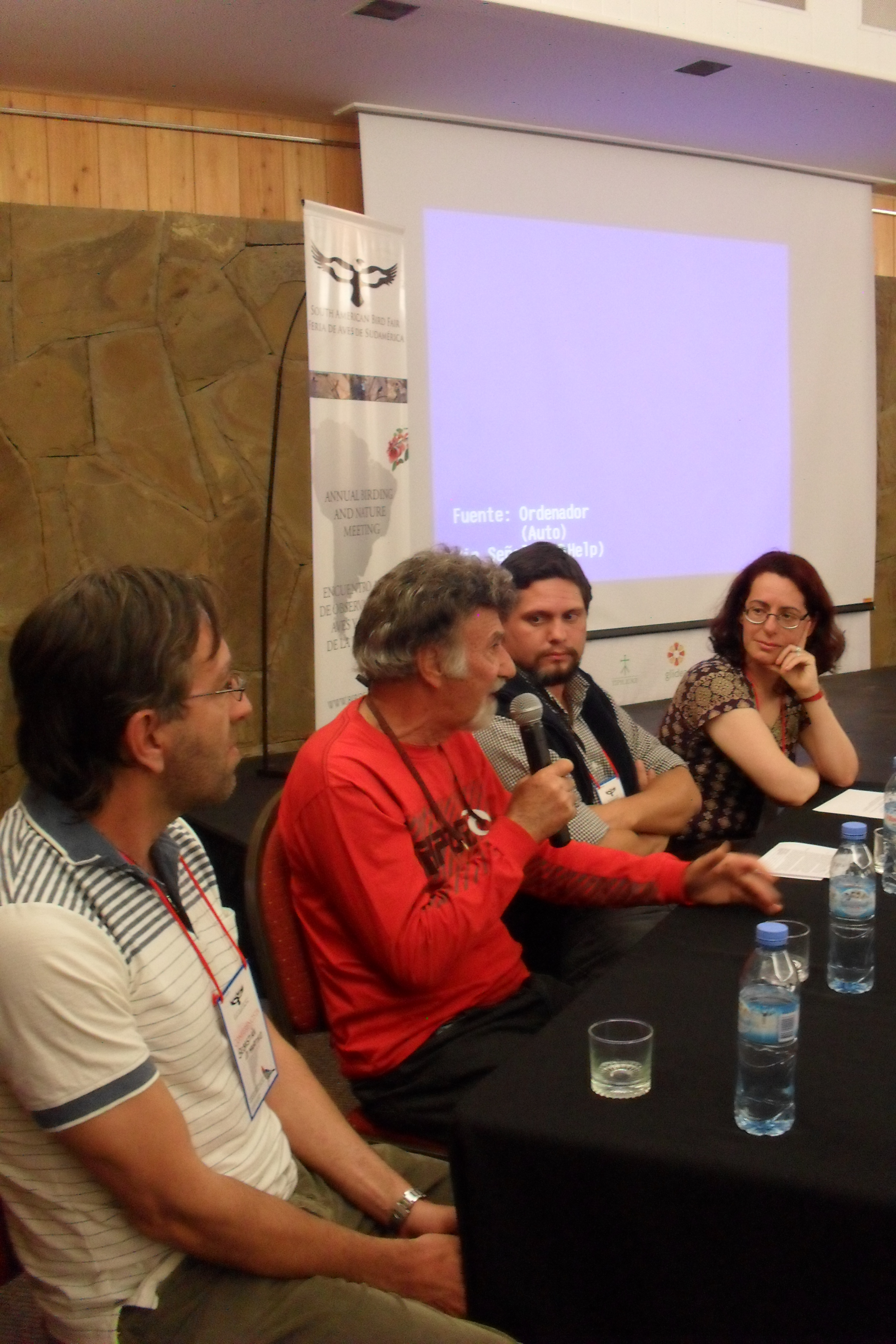
Tito Narosky en el «Simposio de Nombres Vulgares», en la «Feria de Aves de Sudamérica 2010».

- Aves Argentinas, 2009. Tito Narosky & Marcelo Ruda Vega. Editorial Albatros. ISBN 978-950-24-1246-7
- Aves de la Ciudad de Buenos Aires / Birds of Buenos Aires. Tito Narosky & Christian Henschke.
- Manual del Observador de Aves. Tito Narosky & Andrés Bosso.
- Cien caracoles Argentinos. 1997. Tito Narosky & Carlos Núñez Cortés. Ed. Albatros. ISBN 978-950-24-0753-1
- Aves de la Provincia de Buenos Aires. Tito Narosky & Dario Yzurieta.
- Aves de Patagonia y Antártida.2004. Tito Narosky & Dario Yzurieta. Vazquez Mazini Editores. ISBN 987-9132-09-2

## Otras publicaciones destacadas
- Nidificación de Aves Argentinas: Furnaridae y Dendrocolaptidae. 1983. Tito Narosky.
- Historias a Vuelo de Pájaro. 1984. Tito Narosky
- Nidificación de Aves Argentinas: Formicaridae y Cinclidae. 1985. Tito Narosky.
- Lista Patrón de los Nombres Vulgares de las Aves Argentinas.1991. Tito Narosky, Juan Carlos Chebez.Jorge Navas y Nelly Bo. Asoc. Ornitológica del Plata.
- Las Aves de la Pampa Perdida. 1992. Tito Narosky.
- Nidificación de Aves Argentinas: Tyrannidae. 1998. Tito Narosky.

### Trabajos
- Narosky, Tito and D. Izurieta (2011). Birds of Argentina and Uruguay 2011. Buenos Aires: Vazquez Mazini Ediciones. ISBN 978-987-9132-27-2. Archivado desde el original el 13 de enero de 2016. Consultado el 13 de agosto de 2011.
- Miembros del Comité Asesor
- Fayo, Patricio (2010). Rights Catalogue Argentina 2010. Buenos Aires: Editorial Argentina. ISBN 978-950-9394-54-4. Archivado desde el original el 10 de agosto de 2011. Consultado el 13 de agosto de 2011.
- «Historias a vuelo de pajaro / Tito Narosky». Entry in NLA Catalogue. National Library of Australia. Consultado el 15 de enero de 2011.
- «Breve video de Tito en South American Bird Fair».